# Kandat (plaats)
Kandat is een bestuurslaag in het regentschap Kediri van de provincie Oost-Java, Indonesië. Kandat telt 5951 inwoners (volkstelling 2010).